# Zoulikha Oudai

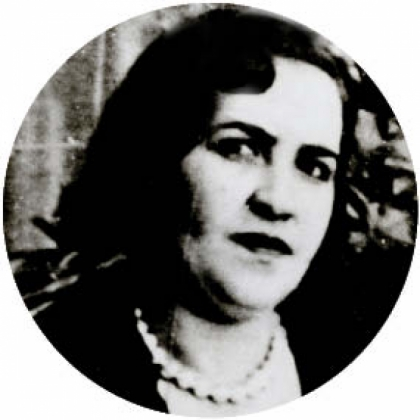

Zoulikha Oudai foi uma mulher argelina chenoua que faleceu durante a Guerra da Independência da Argélia. Ela nasceu a 7 de maio de 1911 em Hadjout e cresceu em Cherchell. Ela teve cinco filhos; depois de o seu marido e um dos seus filhos terem sido executados pelas forças francesas, ela comprometeu-se com a causa da independência e juntou-se à Frente de Libertação Nacional (Argélia) como chefe regional de Cherchell. Ela então passou à clandestinidade e tornou-se numa notável agente de inteligência da Frente. Ela foi capturada pelas forças francesas em 1957 e executada após 10 dias de tortura infrutífera. O seu corpo não foi recuperado até 1984; ela está agora enterrada num cemitério de mártires em Menaceur.